# Zorg (Oum El Bouaghi)
Zorg (în arabă الزرق) este o comună din provincia Oum El Bouaghi, Algeria.
Populația comunei este de 2.281 de locuitori (2008).